# William Griggs
William Griggs era el médico en Salem cuando estalló la histeria que llevó a los juicios de brujas de 1692. Griggs fue quien diagnosticó que la hija y la sobrina del reverendo Samuel Parris, que habían empezado a mostrar un comportamiento extraño, estaban "afligidas" por "una mano malvada", insinuando posesión diabólica, según citan John Hale en A Modest Inquiry into the Nature of Witchcraft y Charles W. Upham en Salem Witchcraft, desencadenando una secuencia de acontecimientos que comenzaron con la elaboración de un "pastel de brujas" y terminaron en cientos de acusaciones de brujería.

## Precedentes
Griggs era además amigo de Samuel Parris. Griggs y su esposa firmaron una petición a favor del reverendo en 1695 y siempre defendió la actuación de Parris en los juicios. El doctor Anthony Patton también señala su amistad con Thomas Putnam, al que apoyó en una disputa de sucesiones cuando Thomas intentó invalidar la voluntad de su madrastra Mary Veren Putnam al momento de escribir su testamento. Una de las principales acusadoras fue su hija Ann Putnam. Otra de las acusadoras más activas, Elizabeth Hubbard, era amiga de Ann y sobrina nieta de la esposa de Griggs.

## Contexto
Como Patton indica, por entonces, todavía eran las mujeres las encargadas de la atención a los enfermos y solo se llamaba al médico ante una enfermedad persistente o síntomas inusuales. En los casos en que no se hallaba diagnóstico, sobre todo ante un mal repentino y violento, el médico y los familiares a veces sospechaban brujería. Para los puritanos de la Nueva Inglaterra de 1692, era un diagnóstico válido, pues creían que Dios castigaba a todos los pecadores con enfermedades y calamidades. Médicos y reverendos se complementaban en la atención a los enfermos: los ministros atendían a sus necesidades espirituales y los médicos a las físicas. Sin embargo, cuando una condición física persistía y el paciente no podía explicar ninguna deficiencia espiritual que la pudiera provocar, se buscaba un factor externo como causa, tales como brujería y mal de ojo.
Según el libro contemporáneo del testigo presencial John Hale, A Modest Inquiry into the Nature of Witchcraft, Parris consultó primero a los magistrados y ministros eclesiásticos de Salem, que concluyeron que las aflicciones eran "sobrenaturales" y le aconsejaron orar. Como no surtió efecto, llamó al doctor Griggs y al reverendo Hale que estuvieron observando a las niñas varias semanas. Hale es el único que describe los síntomas en su obra, "eran mordidas y pellizcadas por agentes invisibles", sus cuellos y brazos se retorcían, gritaban de dolor, corrían por las habitaciones, se escondían bajo las sillas...
Una vecina, Mary Sibley, recomendó preparar un "pastel de brujas" al esclavo de los Parris, John Indian, con el que supuestamente se podría averiguar si efectivamente era brujería lo que afectaba a las niñas. Su esposa Tituba preparó la receta y las niñas la acusaron de ser la bruja que las afligía.
Durante algunos de los juicios, como los de Rebecca Nurse, Mary Parker y John Willard, los acusados fueron también acusados de provocar una enfermedad que los médicos habían diagnosticado del mismo modo que Griggs, indicando que adjudicar a brujería la causa de males repentinos o misteriosos no era excepcional y entraba dentro de lo posible y aceptado.